# Belvosia leucopyga
Belvosia leucopyga là một loài ruồi trong họ Tachinidae.